# Zephyrosaurus schaffi
Zephyrosaurus  schaffi es la única especie conocida del género extinto  Zephyrosaurus   (del gr. ‘lagarto de Céfiro —el viento del oeste—’) de dinosaurio, ornitópodo, tescelosáurido que vivió a mediados del período Cretácico, hace aproximadamente 110 millones de años, en el Aptiense, en lo que es hoy Norteamérica. 

## Descripción
El holotipo está basado en restos fragmentarios del cráneo y esqueleto postcraneal encontrados en la Formación Cloverly, en el Estado Carbón de Montana, Estados Unidos. Zephyrosaurus, poseía una cara con grandes protuberancias, con una prominencia en el maxilar, y otra en el yugal, Algunos de los huesos pudieron haber permitido el movimiento dentro del cráneo, y como todos los ornitópodos basales posee dientes premaxilares. Fue un corredor bípedo y que pudo vivir en madrigueras. De solo 1,8 metros de longitud, llegaría a pesar 50 kilogramos. Rastros de icnitas Maryland y Virginia son atribuidas a este dinosaurio.

## Descubrimiento e investigación
Hans-Dieter Sues quien descubriera al género lo nombró debido a que ha sido encontrado en el oeste de  Estados Unidos, y C. R. Schaff, quien encontrara el espécimen. MCZ 4392, el holotipo está compuesto por fragmentos de mandíbulas, la caja craneana y asociado a estos partes de vértebras y costillas. Resultando un grupo previamente desconocido de "hipsilofodóntidos" similares en muchos aspectos a Hypsilophodon. Debido a la naturaleza fragmentaria del tipo, y a la falta de material adicional, Zephyrosaurus no ha atraído mucho la atención hasta recientemente hasta hace poco tiempo, cuando dos acontecimientos separados le trajeron más reconocimiento. Primero, Martha Kutter, en un resumen de 2003, señaló sobre los restos nuevos de este género bajo estudio en Sam Noble Oklahoma Museum of Natural History, incluyendo los restos por lo menos de siete individuos con huesos de todas las regiones del cuerpo. Segundo, Stanford et  al. (2004) publicó un análisis de las huellas de dinosaurio de la Formación Patuxent de Maryland y de Virginia, a los cuales nombraron 'Hypsiloichnus marylandicus y atribuido a un animal relacionado al Zephyrosaurus basado en las proporciones de las manos y de los pies.

## Clasificación
Varios estudios sugieren que Zephyrosaurus y Orodromeus están cercanamente emparentados, sobre todo en que ambos poseen fuertes estructuras, «algo como una pastilla»,) en sus mejillas. Otros estudios han tenido dificultad en clasificarlo, debido a lo pobre del material original. Oryctodromeus también comparte varias características con  Zephyrosaurus  y Orodromeus, algunas de las cuales pueden estar relacionadas con madrigueras. Así, puede haber un posible clado de hipsilofodóntidos en el cretáceo medio en Montana. Un análisis filogenético en la década de 2010 ha clasificado a Zephyrosaurus como parte de la familia Thescelosauridae.